# Rostrotes Kopfried
Das Rostrote Kopfried (Schoenus ferrugineus) auch Kopfbinse genannt, ist eine Pflanzenart aus der Gattung Kopfried (Schoenus) innerhalb der Familie der Sauergrasgewächse (Cyperaceae).

## Beschreibung

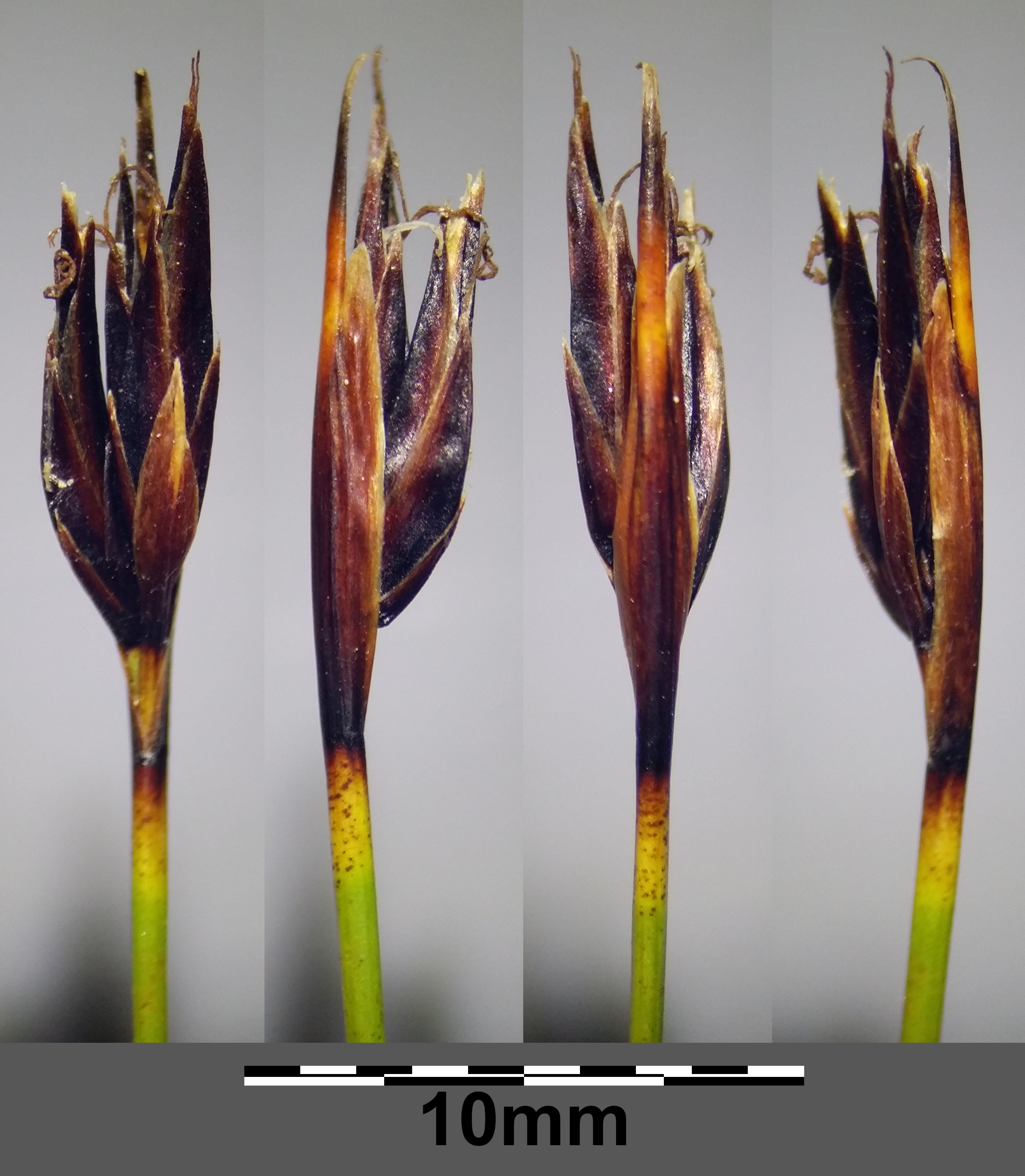
Blütenstände

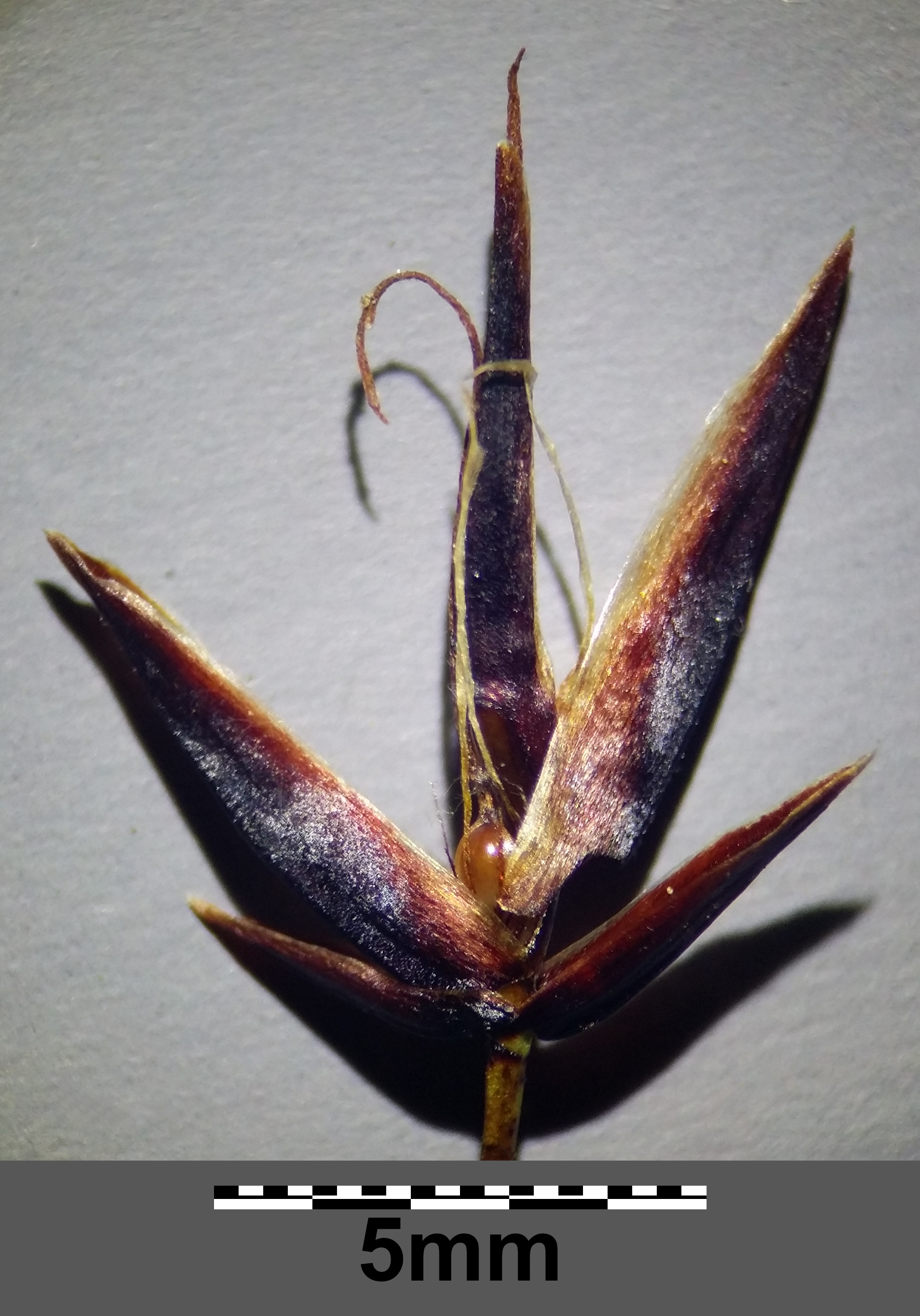
Ährchen

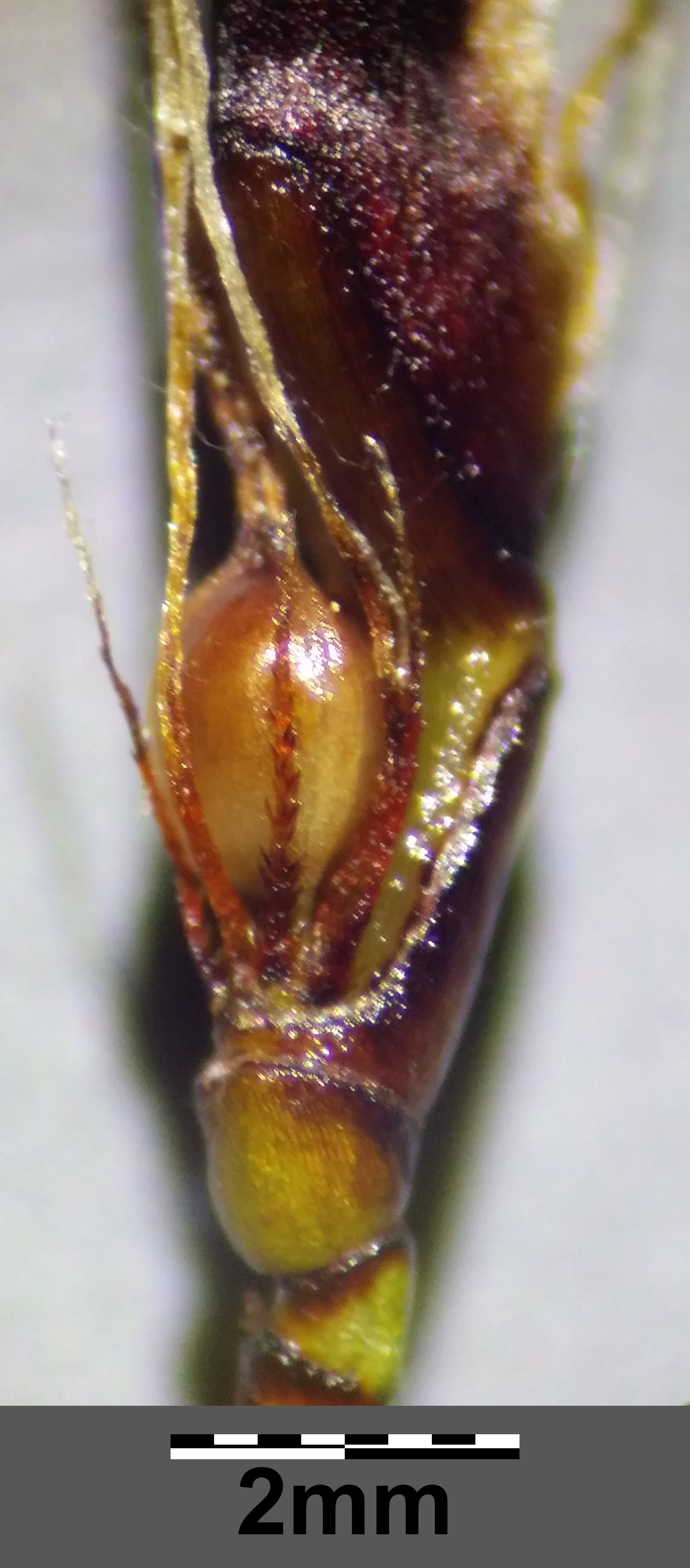
Frucht

### Vegetative Merkmale
Das Rostrote Kopfried ist eine überwinternd grüne, rosettenlose, ausdauernde krautige Pflanze, die Wuchshöhen von 10 bis 35 Zentimetern erreicht. Die Stängel sind steif aufrecht, rundlich, glatt, bis 2 Millimeter dick, schlank und mehrmals länger als die Blätter.
Die grundständigen Blätter sind sehr schmal, starr, rinnig gefurcht mit spitzem oberen Ende; sie sind viel kürzer als die Stängel. Die unteren Blattscheiden sind dunkel-rotbraun.

### Generative Merkmale
Die Blütezeit liegt meist am Ende des Vollfrühlings und zwischen Mai und Juli. Der etwa 1 Zentimeter lange Blütenstand enthält zwei, selten drei kurz gestielte, kopfartig zusammengedrängte Ährchen. Das Hüllblatt ist so lang wie der Blütenstand oder es überragt diesen nur wenig; es ist am Grund verbreitert, rot-braun mit schmalen hyalinen Rändern, gekielt und in eine grüne starre Stachelspitze auslaufend. Die Ährchen sind bei einer Länge von 8 bis 10 Millimetern sowie einer Breite von etwa 2 Millimetern länglich-lanzettlich mit spitzem oberen Ende, rundlich und enthält zwei oder drei Blüten. Die sechs oder sieben Spelzen je Ährchen sind zweizeilig angeordnet. sind dunkel-rotbraun mit grünem Mittelstreifen und weißem Hautrand, es sind. Die Spelze ist bei einer Länge von 5 bis 7 Millimetern sowie einer Breite von etwa 3 Millimetern länglich-lanzettlich mit spitzem oberen Ende. Die drei bis sechs Perigonborsten sind nur geringfügig länger, selten auch kürzer als die Frucht; sie sind weißlich bis rostfarben und haben nach vorn gerichtete Zähnchen. Es sind drei Staubblätter und drei Narben vorhanden.
Die Frucht ist bei einer Länge von etwa 1 Millimetern im Umriss verkehrt-eiförmig, stumpf dreikantig, weißlich glänzend und glatt.
Die Chromosomenzahl beträgt 2n = 76.

## Ökologie
Beim Rostroten Kopfried handelt es sich um einen helomorphen Hemikryptophyten.
Die Bestäubung erfolgt durch den Wind.
Die Ausbreitung der Diasporen erfolgt durch den Wind oder durch Klettausbreitung sowie Selbstausbreitung.

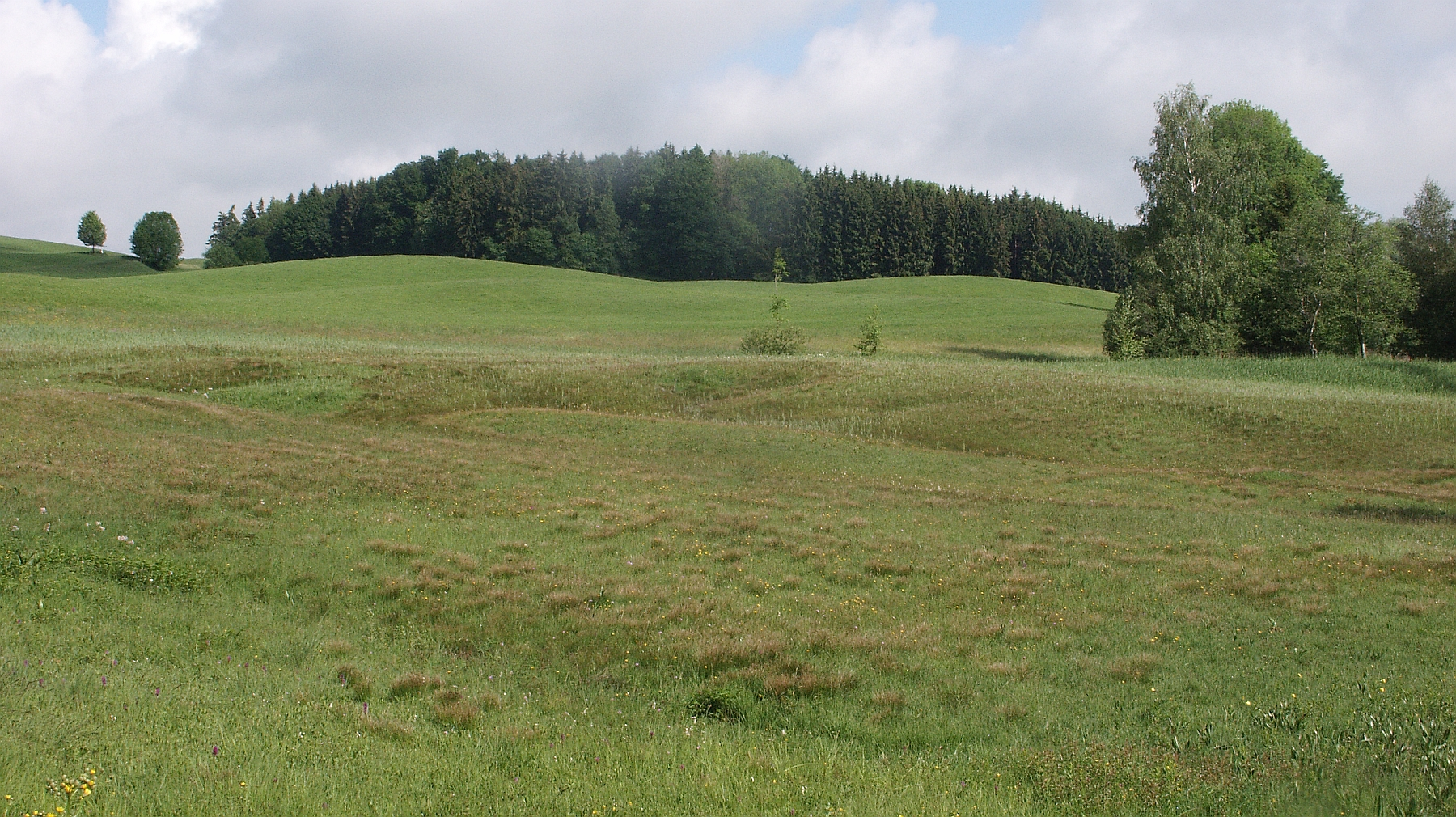
Rostrotes Kopfried im Primulo-Schoenetum in Oberschwaben

## Vorkommen
Das Rostrote Kopfried kommt in Europa südwärts bis zu den Alpen und bis zur Balkanhalbinsel vor; nordwärts in Skandinavien bis 66° nördlicher Breite. Es gibt Fundortangaben für Italien, Frankreich, Großbritannien, die Schweiz, Deutschland, Österreich, Slowenien, Ungarn, Tschechien, Slowakei, Serbien, Albanien, Bulgarien, Rumänien, die Ukraine, Polen, den Baltikum, Dänemark, Norwegen, Schweden und Finnland. Früher war es auch in Schottland zu finden.
Das Rostrote Kopfried besiedelt in Mitteleuropa vorwiegend Flachmoore und quellige Hänge sowie den trockenen Rand von Hochmooren. Im schweizerischen und im deutschen Alpenvorland kommt es zerstreut vor, und es finden sich dort oft ziemlich ausgedehnte Bestände; sonst ist es in Mitteleuropa sehr selten, und es fehlt dort in weiten Gebieten. Es steigt in den Alpen meist bis auf Höhenlagen von 1500 Metern. In den Allgäuer Alpen steigt es im Tiroler Teil bei Reutte in Dürnau gegen die Vordere Mutte bis zu einer Höhenlage von 1300 Meter auf. Im Berner Oberland erreicht es 2100 Meter in Graubünden bei Cresta 2200 Meter.
In Deutschland kommt das Rostrote Kopfried in Südbayern verbreitet im Alpenvorland und der oberen Hochebene und zerstreut in der unteren Hochebene und den Alpen, im südöstlichen Baden-Württemberg zerstreut im Alpenvorland, im östlichen Vorland des Schwarzwaldes (Baar und Jura) sowie in Nord-Thüringen in Haßleben und im östlichen Mecklenburg-Vorpommern selten vor. In Sachsen, Sachsen-Anhalt und Brandenburg ist das Rostrote Kopfried ausgestorben. Der Bestand geht in Deutschland zurück. In Deutschland gilt das Rostrote Kopfried als „gefährdet“, in der Schweiz als „potentiell gefährdet“.
Der Lebensraum dieser basenholden Pflanze sind feuchte bis sickernasse Quelle und Niedermoore. Das Rostrote Kopfried gedeiht am besten auf sehr feuchten, schwach sauren oder mäßig kalkhaltigen Böden, die aber nicht allzu basenarm sein sollten. Es ist eine Charakterart des Primulo-Schoenetum aus dem Verband Caricion davallianae.
Die ökologischen Zeigerwerte nach Landolt et al. 2010 sind in der Schweiz: Feuchtezahl F = 4+w (nass aber mäßig wechselnd), Lichtzahl L = 4 (hell), Reaktionszahl R = 4 (neutral bis basisch), Temperaturzahl T = 3+ (unter-montan und ober-kollin), Nährstoffzahl N = 2 (nährstoffarm), Kontinentalitätszahl K = 3 (subozeanisch bis subkontinental).

## Systematik
Die Erstveröffentlichung von Schoenus ferrugineus erfolgte 1753 in Species Plantarum, Tomus I, Seite 43. Das Artepitheton ferrugineus bedeutet „rostfarben“. Ein Synonym für Schoenus ferrugineus L. ist Schoenus karpatii Pénzes.
Mit dem Schwarzen Kopfried (Schoenus nigricans) bildet die Art die Hybride:
- Bastard-Kopfried (Schoenus × intermedius Brügger): Bei ihr überragt das Hüllblatt den Blütenstand. Sie kommt in Deutschland lokal häufig in Bayern und Baden-Württemberg und selten in Mecklenburg-Vorpommern vor.[9]